# Эйд мак Руайдри Уа Конхобайр
Эйд мак Руайдри Уа Конхобайр (англ. Aedh mac Ruaidri Ó Conchobair; ? — 1233) — король Коннахта из династии О’Коннор (1228—1233). Один из сыновей последнего признанного верховного короля Ирландии Руайдри Уа Конхобайра. Претендовал на трон Коннахта после свержения своего брата Тоирделбаха Уа Конхобайра, после смерти их соперника, кузена и бывшего короля Эйда Уа Конхобайра. В 1233 году он был убит в бою сторонниками своего двоюродного брата и преемника Фелима Уа Конхобайра.

## Биография
Один из сыновей Руайдри Уа Конхобайра (ок. 1116—1198), короля Коннахта (1156—1183) и верховного короля Ирландии (1166—1183).
Эйд впервые упоминается в анналах в 1225 году, когда он вместе со своим братом Тойрделбахом вторгся в Коннахт, претендуя на королевский трон Эйда Уа Конхобайра, правившего в 1224—1228 годах. Он и его брат были приглашены недовольными вассалами короля Эйда Уа Конхобайра. Тойрделбах и Эйд получили поддержку могущественного короля Тир Эогайна Эйда О’Нила. Тойрделбах был поставлен королем. Эйд Уа Конхобайр отступил в Атлон, чтобы заручиться помощью там англо-нормандских лордов. Ему удалось получить их поддержку, а также помощь Доннхада О’Брайена, короля Томонда, и вождей клана Холмайн из Мита. С этой силой Эйд, его брат Тойрделбах и их союзник О’Нил были вынуждены бороться, и после короткой битвы они распустили свои силы в ожидании, что союзники Эйда Уа Конхобайра вскоре покинут провинцию и однажды оставят короля незащищенным. Эйд мак Руайдри сумел отличиться вскоре после того, как он перехватил и разбил передовой отряд Доннхада О’Брайана, вынудив его дать обещание чтобы больше не выступать против Эйда и его братьев. Тем временем Эйд мак Руайдри сохранил лишь небольшую наёмную армию англо-норманнов, и поэтому после ухода его союзников восстание просто вспыхнуло еще раз, пока его союзники не вернулись и не вынудили Эйда и его брата снова искать убежища у Эйда О’Нила. Автор «Анналов Коннахта» с горечью отмечает, что восстание «не привело ни к чему, кроме разорения и разорения сельской местности, которая прежде была совершенно мирной и процветающей».
В 1227 году Эйд и его брат снова попытали счастья при поддержке Ричарда Мора де Бурга, 1-го барона Коннахта, который рассчитывал стать их сюзереном после победы благодаря жалованной грамоте от английского короля на провинцию Коннахт. Здесь они сожгли аббатство Инишмэйн, взяли заложников и разграбили провинцию. В следующем году Эйд Уа Конхобайр был мертв, очевидно, из-за козней семьи де Лейси. Эйд и его брат немедленно начали свою собственную гражданскую войну за престол, разрушившее провинцию между ними, при этом Эйд сумел выйти на первое место, хотя он разделил власть, по крайней мере, с некоторыми из своих братьев. На большом собрании, организованном Ричардом Мором де Бургом, недавно назначенным юстициарием Ирландии, Эйд был избран королем как англо-норманнами, так и ирландскими лордами провинции, что продемонстрировало влияние этих двух групп на избрание короля . При поддержке семьи де Бург Эйд был назначен королем, несмотря на то, что его старший брат Тойрделбах имел больше прав на трон по традиционным ирландским законом о наследовании. Он был коронован на традиционном месте коронации правителей Коннахта в Карнфри. Во время инаугурации двое из сыновей Тойрделбаха захватили скот в набегах, и Эйд послал за ними людей, которые забрали скот и убили в стычке одного из его племянников Мелсехлэйна .
В 1230 году Эйд мак Руайдри, по убеждению своего старого союзника Донна Ока, решил обратиться против Ричарда Мора и других англо-норманнов и начал грабить земли, принадлежащие им в Коннахте. Ричард Мор де Бург собрал большой отряд, состоящий из большого числа англо-норманнов Ирландии и многих ирландских вождей, и двинулся на запад Коннахта, ежедневно сражаясь с силами Эйда, пытаясь установить королем нового претендента Фелима Уа Конхобайра. Эйд мак Руайдри решил не вступать с ними в решающее сражение, вместо этого перемещаясь по провинции со своими стадами крупного рогатого скота и последователями. Донн Ок не согласился и с группой людей пытался вступить в бой с англо-нормандскими войсками, пока он не был убит вместе с Брайаном, сыном Тойрделбаха. Когда разбитые силы и их преследователи подошли к ставке королей, он начал бежать, убив одного из нападающих, проткнув его копьем и бежал . Войска Ричарда разграбили провинцию после своей победы и сделали Фелима своим вассальным королем, в то время как Эйд мак Руайдри снова бежал ко двору Эйда О’Нила .
В следующем году Ричард Мор де Бург заключил Фелима в тюрьму по неизвестным причинам, а в 1232 году Эйд мак Руайдри заключил мир с юстициарием и был восстановлен на престоле Коннахта. Его сын Конхобар был заложником при дворе Ричарда де Бурга, но сумел бежать, но вскоре умер в походе против клана Туата. В 1233 году его старый соперник и кузен Фелим снова вторгся в Коннахт, на этот раз при поддержке некоторых из главных вассалов Эйда, и преследовал его и его сторонников до тех пор, пока они не вступили в битву. Эйд мак Руайдри, двое его братьев и несколько его племянников были убиты.